# Wahkon
Wahkon és una població dels Estats Units a l'estat de Minnesota. Segons el cens del 2000 tenia 314 habitants.

## Demografia
Segons el cens del 2000, Wahkon tenia 314 habitants, 150 habitatges, i 79 famílies. La densitat de població era de 123,7 habitants per km².
Dels 150 habitatges en un 18,7% hi vivien nens de menys de 18 anys, en un 42,7% hi vivien parelles casades, en un 7,3% dones solteres, i en un 47,3% no eren unitats familiars. En el 39,3% dels habitatges hi vivien persones soles el 15,3% de les quals corresponia a persones de 65 anys o més que vivien soles. El nombre mitjà de persones vivint en cada habitatge era de 2,09 i el nombre mitjà de persones que vivien en cada família era de 2,78.
Per edats la població es repartia de la següent manera: un 20,1% tenia menys de 18 anys, un 7,6% entre 18 i 24, un 19,1% entre 25 i 44, un 31,8% de 45 a 60 i un 21,3% 65 anys o més.
L'edat mediana era de 48 anys. Per cada 100 dones de 18 o més anys hi havia 118,3 homes.
La renda mediana per habitatge era de 22.321 $ i la renda mediana per família de 35.000 $. Els homes tenien una renda mediana de 35.417 $ mentre que les dones 13.958 $. La renda per capita de la població era de 16.088 $. Entorn del 16,2% de les famílies i el 22,6% de la població estaven per davall del llindar de pobresa.

## Poblacions més properes
El següent diagrama mostra les poblacions més properes.